# Wellington Nem
Wellington Silva Sanches Aguiar, meglio noto come Wellington Nem (Rio de Janeiro, 6 febbraio 1992), è un calciatore brasiliano, centrocampista del Figueirense.

## Carriera

### Club

#### Gli inizi in Brasile
Ha iniziato a giocare a calcio nel 2002 militando per le giovanili dell'America Football Club.
In tre stagioni diventa il punto fermo della squadra grazie alle sue doti calcistiche e così, nel 2005, viene acquistato dal Fluminense. Negli anni in cui ha militato nelle giovanili del club di Rio de Janeiro, dimostra di essere pronto per giocare in prima squadra per conquistare un posto da titolare fisso.
L'opportunità di conquistare un posto da titolare gli viene data dal club di Florianópolis, il Figueirense, che lo preleva dai Tricolor carioca con la formula del prestito secco ed ha esordito il 22 maggio 2011 con la maglia bianconera.

#### Il passaggio allo Shakhtar
Il 6 giugno 2013 lo Shakhtar Donetsk annuncia, tramite il sito ufficiale, l'acquisto del cartellino del calciatore brasiliano per nove milioni di euro, con un contratto valido fino a giugno 2018.

#### Il prestito al São Paulo
L'11 novembre 2016 passa in prestito gratuito, fino alla fine dell'anno seguente, al São Paulo.

### Nazionale
Nel 2009 ha esordito con l'Under-17 disputando alcune amichevoli da titolare e nel 2011 è stato convocato dall'Under-20 per prendere parte ad alcune amichevoli.
Nel 2012, esattamente il 26 maggio, debutta con la nazionale maggiore in occasione dell'amichevole giocata ad Amburgo contro la Danimarca.

## Statistiche

### Presenze e reti nei club
Statistiche aggiornate all'11 giugno 2019.
| Stagione          | Squadra           | Campionato        | Campionato | Campionato | Coppe nazionali | Coppe nazionali | Coppe nazionali | Coppe continentali | Coppe continentali | Coppe continentali | Altre coppe | Altre coppe | Altre coppe | Totale | Totale |
| Stagione          | Squadra           | Comp              | Pres       | Reti       | Comp            | Pres            | Reti            | Comp               | Pres               | Reti               | Comp        | Pres        | Reti        | Pres   | Reti   |
| ----------------- | ----------------- | ----------------- | ---------- | ---------- | --------------- | --------------- | --------------- | ------------------ | ------------------ | ------------------ | ----------- | ----------- | ----------- | ------ | ------ |
| 2011              | Figueirense       | A/CA+A            | 3+25       | 0+9        | -               | -               | -               | -                  | -                  | -                  | -           | -           | -           | 28     | 9      |
| 2012              | Fluminense        | A/RJ+A            | 14+27      | 3+6        | -               | -               | -               | CL                 | 7                  | 0                  | -           | -           | -           | 48     | 9      |
| 2013              | Fluminense        | A/RJ+A            | 9+1        | 5+1        | -               | -               | -               | CL                 | 9                  | 1                  | -           | -           | -           | 19     | 7      |
| Totale Fluminense | Totale Fluminense | Totale Fluminense | 51         | 15         |                 | -               | -               |                    | 16                 | 1                  |             | -           | -           | 67     | 16     |
| giu. 2013-2014    | Šachtar           | PL                | 5          | 1          | CU              | 0               | 0               | UCL                | 0                  | 0                  | SU          | 0           | 0           | 5      | 1      |
| 2014-2015         | Šachtar           | PL                | 8          | 3          | CU              | 5               | 1               | UCL                | 2                  | 0                  | SU          | 0           | 0           | 15     | 4      |
| 2015-2016         | Šachtar           | PL                | 9          | 2          | CU              | 6               | 2               | UCL+UEL            | 0+5                | 0                  | SU          | 0           | 0           | 20     | 4      |
| lug.-dic. 2016    | Šachtar           | PL                | 7          | 0          | CU              | 0               | 0               | UCL+UEL            | 1+2                | 0                  | SU          | 1           | 0           | 11     | 0      |
| 2017              | São Paulo         | A+A1/PAU          | 10+8       | 1+0        | CB              | 4               | 0               | CS                 | 1                  | 0                  | -           | -           | -           | 23     | 1      |
| gen.-giu. 2018    | Šachtar           | PL                | 3          | 0          | CU              | 0               | 0               | UCL                | 0                  | 0                  | -           | -           | -           | 3      | 0      |
| 2018-2019         | Šachtar           | PL                | 15         | 3          | CU              | 4               | 0               | UCL+UEL            | 2+0                | 0                  | SU          | 0           | 0           | 21     | 3      |
| Totale Šachtar    | Totale Šachtar    | Totale Šachtar    | 47         | 9          |                 | 15              | 3               |                    | 12                 | 0                  |             | 1           | 0           | 75     | 13     |
| Totale carriera   | Totale carriera   | Totale carriera   | 83+61      | 18         |                 | 19              | 3               |                    | 29                 | 1                  |             | 1           | 0           | 193    | 38     |

### Cronologia presenze e reti in nazionale
| Cronologia completa delle presenze e delle reti in nazionale ― Brasile | Cronologia completa delle presenze e delle reti in nazionale ― Brasile | Cronologia completa delle presenze e delle reti in nazionale ― Brasile | Cronologia completa delle presenze e delle reti in nazionale ― Brasile | Cronologia completa delle presenze e delle reti in nazionale ― Brasile | Cronologia completa delle presenze e delle reti in nazionale ― Brasile | Cronologia completa delle presenze e delle reti in nazionale ― Brasile | Cronologia completa delle presenze e delle reti in nazionale ― Brasile |
| Data                                                                   | Città                                                                  | In casa                                                                | Risultato                                                              | Ospiti                                                                 | Competizione                                                           | Reti                                                                   | Note                                                                   |
| ---------------------------------------------------------------------- | ---------------------------------------------------------------------- | ---------------------------------------------------------------------- | ---------------------------------------------------------------------- | ---------------------------------------------------------------------- | ---------------------------------------------------------------------- | ---------------------------------------------------------------------- | ---------------------------------------------------------------------- |
| 26-5-2012                                                              | Amburgo                                                                | Danimarca                                                              | 1 – 3                                                                  | Brasile                                                                | Amichevole                                                             | -                                                                      | 75’                                                                    |
| 3-6-2012                                                               | Arlington                                                              | Brasile                                                                | 0 – 2                                                                  | Messico                                                                | Amichevole                                                             | -                                                                      | 77’                                                                    |
| 20-9-2012                                                              | Goiânia                                                                | Brasile                                                                | 2 – 1                                                                  | Argentina                                                              | Superclásico de las Américas                                           | -                                                                      | 76’                                                                    |
| Totale                                                                 |                                                                        | Presenze                                                               | 3                                                                      |                                                                        | Reti                                                                   | 0                                                                      |                                                                        |

## Palmarès

### Club

#### Competizioni statali
- Campionato Carioca: 1

Fluminense: 2012

#### Competizioni nazionali
- Campionato brasiliano: 1

Fluminense: 2012
- Supercoppa d'Ucraina: 3

Šachtar: 2013, 2014, 2015
- Campionato ucraino: 3

Šachtar: 2013-2014, 2017-2018, 2018-2019
- Coppa d'Ucraina: 3

Šachtar: 2015-2016, 2017-2018, 2018-2019
- Campeonato Brasileiro Série B: 1

Vitória: 2023

### Individuale
- Miglior esordiente del Campeonato Brasileiro Série A: 1

2011